# Moriarty (Nuevo México)
Moriarty es una ciudad ubicada en el condado de Torrance en el estado estadounidense de Nuevo México. En el Censo de 2010 tenía una población de 1910 habitantes y una densidad poblacional de 126,25 personas por km².

## Geografía
Moriarty se encuentra ubicada en las coordenadas 35°0′23″N 106°2′54″O / 35.00639, -106.04833. Según la Oficina del Censo de los Estados Unidos, Moriarty tiene una superficie total de 15.13 km², de la cual 15.13 km² corresponden a tierra firme y (0%) 0 km² es agua.

## Demografía
Según el censo de 2010, había 1910 personas residiendo en Moriarty. La densidad de población era de 126,25 hab./km². De los 1910 habitantes, Moriarty estaba compuesto por el 68.32% blancos, el 1.73% eran afroamericanos, el 2.93% eran amerindios, el 0.79% eran asiáticos, el 0% eran isleños del Pacífico, el 21.88% eran de otras razas y el 4.35% pertenecían a dos o más razas. Del total de la población el 43.66% eran hispanos o latinos de cualquier raza.